# Debut (Björk-Album)
Debut (französisch für Debüt, Erstauftritt) ist das zweite Solo-Studioalbum der isländischen Sängerin Björk, das im Juli 1993 erschien.

## Entstehung und Veröffentlichung
Die Erstveröffentlichung von Debut erfolgte am 5. Juli 1993 bei den Musiklabels One Little Indian Records und Polydor. Das Album erschien in seiner Originalausführung als LP mit elf Titeln (Katalognummer: 519 715-1). Im Dezember desselben Jahres erschien erstmals eine CD-Ausführung, die um den Bonustitel Play Dead erweitert wurde (Katalognummer: 521 323-2). In Japan wurde dem Album zusätzlich Atlantic als 13. Lied hinzugefügt.
Mit Ausnahme von Like Someone in Love, einer Coverversion von Dinah Shore’ Original, wurden alle Lieder von der Interpretin selbst geschrieben. Björk zeichnete darüber hinaus auch für die Produktion des Titels The Anchor Song verantwortlich. Mit Atlantic und Play Dead entstammen zwei Produktion von David Arnold und Danny Cannon, wobei Arnold bei Play Dead zugleich als Gastsänger in Erscheinung tritt, während die restlichen zehn Titel von Nellee Hooper produziert. Hooper unterstützte Björk zudem beim Schreibprozess von fünf Liedern.

## Bedeutung
Debut war für Björks Karriere ein Wendepunkt in Richtung Selbstverwirklichung. Nach dem Ende der eher rock-orientierten Sugarcubes war sie nach London gezogen und hatte Musiker mit elektronischem Hintergrund wie Nellee Hooper kennengelernt, die bei der Produktion von Debut für die clubtauglichen Beats und synthetischen Sounds sorgten. Mit der Verbindung aus Björks exzentrischem Gesang, dem am Indie-Rock geschulten Songwriting und modernen Grooves gelang ihr so ein Brückenschlag vom Pop-Mainstream bis hin zum Indie- und Rock-Publikum, der nicht nur deshalb erstaunlich war, weil er einer isländischen Künstlerin gelang, sondern auch, weil in beiden Lagern Anfang der Neunziger Skepsis und Ablehnung gegenüber den jeweils anderen Klängen herrschte. Zum 25-jährigen Jubiläum des Albums schrieb der Radiosender ByteFM im Jahr 2018: „Schon auf ihrem ersten Album hatte die isländische Künstlerin die Blaupause für ihre einzigartige Solo-Karriere perfektioniert: Die Mischung aus Natur und Maschine, aus weltfremder Esoterik und greifbaren Emotionen. Der Mensch, betrachtet aus der Perspektive des Nichtmenschlichen“.
Das Foto auf dem Frontcover wurde von dem Modefotografen und Filmemacher Jean-Baptiste Mondino gemacht.

## Titelliste
Bis auf die gekennzeichneten Ausnahmen stammen alle Lieder aus der Feder von Björk.
1. Human Behaviour (Björk, Nellee Hooper) – 4:08
2. Crying (Björk, Hooper) – 4:49
3. Venus as a Boy – 4:40
4. There’s More to Life Than This a (Björk, Hooper) – 3:19
5. Like Someone in Love b (Johnny Burke, Jimmy Van Heusen) – 4:30
6. Big Time Sensuality (Björk, Hooper) – 4:00
7. One Day – 5:26
8. Aeroplane – 3:50
9. Come to Me – 4:57
10. Violently Happy (Björk, Hooper) – 5:02
11. The Anchor Song – 3:40

Bonustitel
1. Atlantic – 1:59
2. Play Dead (Björk, David Arnold, Jah Wobble) – 3:56

## Mitwirkende
- Björk – Gesang, Keyboard, Programmierung, Arrangement
- Nellee Hooper – Perkussion, Schlagzeug
- Garry Hughes – Keyboard, Hammondorgel, Programmierung
- Oliver Lake – Zunge
- Corky Hale – Harfe
- Gary Barnacle – Saxophon, Flöte
- Marius de Vries – Keyboard, Programmierung
- Luís Jardim – Bass, Perkussion, Schlagzeug
- Talvin Singh – Tabla
- Bruce Smith – Perkussion, Schlagzeug
- Martin Virgo – Keyboard, Programmierung
- Paul Waller – Keyboard, Programmierung
- Jon Mallison – Gitarre
- Mike Mower – Saxophon, Flöte
- Jhelisa Anderson – Begleitgesang

## Singleauskopplungen und Musikvideos
Nicht nur der elektronische Klang der Singles sorgte für Aufsehen, sondern auch die visuelle Umsetzung in den Videos. Bei Human Behaviour führte Michel Gondry Regie und versetzte Björk in eine Variante von Goldlöckchen und die drei Bären. Das Video war 1994 für sechs MTV Video Music Awards sowie einen Grammy Award nominiert, ohne jedoch eine Auszeichnung gewinnen zu können. Auch das Schwarz-Weiß-Video für Big Time Sensuality von Stéphane Sednaoui, bei dem Björk auf der Ladefläche eines Lastwagens durch New York tanzt, und das in einer Irrenanstalt spielende Violently Happy von Jean-Baptiste Mondino waren gewagt und trugen zur Popularität ihrer Songs bei. Sophie Muller drehte das Video zur zweiten Single Venus as a Boy, und Danny Cannon führte bei Play Dead Regie.
Singles in den Charts
| Jahr | Titel               | Höchstplatzierung, Gesamtwochen, AuszeichnungChartplatzierungen (Jahr, Titel, , Platzierungen, Wochen, Auszeichnungen, Anmerkungen) | Höchstplatzierung, Gesamtwochen, AuszeichnungChartplatzierungen (Jahr, Titel, , Platzierungen, Wochen, Auszeichnungen, Anmerkungen) | Höchstplatzierung, Gesamtwochen, AuszeichnungChartplatzierungen (Jahr, Titel, , Platzierungen, Wochen, Auszeichnungen, Anmerkungen) | Anmerkungen                                               |
| Jahr | Titel               | DE | UK | US | Anmerkungen                                               |
| ---- | ------------------- | --- | --- | --- | --------------------------------------------------------- |
| 1993 | Human Behaviour     | — | UK36 (2 Wo.)UK | — | Erstveröffentlichung: 7. Juni 1993                        |
| 1993 | Venus as a Boy      | — | UK29 (4 Wo.)UK | — | Erstveröffentlichung: 23. August 1993                     |
| 1993 | Play Dead           | DE41 (6 Wo.)DE | UK12 (6 Wo.)UK | — | Erstveröffentlichung: 11. Oktober 1993 feat. David Arnold |
| 1993 | Big Time Sensuality | — | UK17 (8 Wo.)UK | US88 (5 Wo.)US | Erstveröffentlichung: 22. November 1993                   |
| 1994 | Violently Happy     | DE100 (1 Wo.)DE | UK13 (6 Wo.)UK | — | Erstveröffentlichung: 7. März 1994                        |

## Rezeption
Das Album wurde bei Veröffentlichung uneins rezensiert, erhielt jedoch überwiegend gute Kritiken. Retrospektiv wird Debut einhellig positiv bewertet und ist vereinzelt in Bestenlisten vertreten: In der Auswahl der 500 besten Alben aller Zeiten des New Musical Express erreichte es Platz 46. Uncut führt Debut auf Platz 157 der 200 besten Alben aller Zeiten. Das Album wurde in die 1001 Albums You Must Hear Before You Die aufgenommen.
Das Album wurde mehrfach für seine Verkaufszahlen ausgezeichnet, so erreichte es im Vereinigten Königreich zweimal Platin-Status, in den USA 1994 Gold und 2001 Platin, in Schweden einmal Platin und in Kanada Gold. Die Platinauszeichnung in den USA erreichte Debut, obwohl das Album in den Billboard-Charts nie über Platz 61 hinausgekommen war.

## Kommerzieller Erfolg

### Chartplatzierungen
Debut avancierte zum ersten weltweiten Album-Charterfolg für Björk und erreichte Top-10-Platzierungen in Schweden (Rang 2), dem Vereinigten Königreich (Rang 3), Neuseeland und den Niederlanden (je Rang 5), Norwegen (Rang 9) und Australien (Rang 10). Während das Album in den US-amerikanischen Billboard 200 Rang 61 belegte, erreichte es in den Heatseekers Charts die Chartspitze.
| ChartsChartplatzierungen       | Höchstplatzierung | Wochen |
| ------------------------------ | ----------------- | ------ |
| Deutschland (GfK)              | 24 (44 Wo.)       | 44     |
| Österreich (Ö3)                | 27 (18 Wo.)       | 18     |
| Schweiz (IFPI)                 | 18 (17 Wo.)       | 17     |
| Vereinigte Staaten (Billboard) | 61 (31 Wo.)       | 31     |
| Vereinigtes Königreich (OCC)   | 3 (79 Wo.)        | 79     |

| ChartsJahrescharts (1993) | Platzierung |
| ------------------------- | ----------- |
| Deutschland (GfK)         | 65          |

### Auszeichnungen für Musikverkäufe
| Land/Region                  | Auszeichnungen für Musikverkäufe (Land/Region, Auszeichnung, Verkäufe) | Verkäufe    |
| ---------------------------- | ---------------------------------------------------------------------- | ----------- |
| Australien (ARIA)            | Platin                                                                 | 70.000      |
| Europa (IFPI)                | Platin                                                                 | (1.000.000) |
| Kanada (MC)                  | Gold                                                                   | 50.000      |
| Neuseeland (RMNZ)            | Platin                                                                 | 15.000      |
| Niederlande (NVPI)           | Platin                                                                 | 100.000     |
| Norwegen (IFPI)              | Gold                                                                   | 25.000      |
| Schweden (IFPI)              | Gold                                                                   | 25.000      |
| Schweiz (IFPI)               | Gold                                                                   | 25.000      |
| Spanien (Promusicae)         | Gold                                                                   | 50.000      |
| Vereinigte Staaten (RIAA)    | Platin                                                                 | 1.000.000   |
| Vereinigtes Königreich (BPI) | 2× Platin                                                              | 600.000     |
| Insgesamt                    | 5× Gold · 6× Platin ·                                                  | 1.960.000   |